# Frederik Oertz
Frederik greve Oertz (1. juli 1712 – 28. september 1779) var en dansk stiftamtmand og hofembedsmand, bror til Ludvig Christian Oertz.

## Karriere
Han var søn af generalmajor Balthasar Friedrich von Oertzen (død 1723) og Charlotte Amalie komtesse Friis (død 1751). 1725 udnævntes han til kornet i Hestgarden, 1731 til kammerjunker og ægtede 5. august 1733 den 14 år ældre rige arving Marie Svane (29. marts 1698 – 5. december 1772), datter af jægermester Frederik Svane til Svenstrup og sønnedatter af ærkebispen Hans Svane, hvis efterslægt stadig var højt anskrevet ved hove. I denne anledning udnævntes han samme år til greve og 1734 til kammerherre og amtmand i Roskilde Amt, hvorfra han 1737 forflyttedes til Koldinghus Amt og 1746 til Tryggevælde Amt.
Ægteskabet var imidlertid ulykkeligt, og allerede 1735 ansøgte ægteparret om skilsmisse hos kongen, der imidlertid, støttende sig til det teologiske fakultets erklæring, nægtede denne og henviste sagen til kommissærers og domstolenes afgørelse. Som følge heraf førtes der nu i en årrække en proces mellem ægteparret, der dels drejede sig om Oertzs bestyrelse af Svenstrup og formuen, hvorover han i henhold til en ægtepagt ikke havde fri dispositionsret, dels om hans personlige forhold lige over for hustruen, men 1744 dømte Højesteret, at ægteskabet fremdeles skulle bestå og ægteparret leve kristeligt med hinanden. Først 1751 ophævedes ægteskabet, efter en kommissions indstilling, ved kongelig resolution, ved hvilken der tillige tildeltes hustruen hendes hidtilværende rang og titel af grevinde af Svane.
Oertz, der 1747 havde fået det hvide bånd og 1750 var blevet stiftamtmand i Ribe, afskedigedes herfra 1754, i hvilket år han udnævntes til ceremonimester; 1760 blev han gehejmeråd, fik 1761 enkedronningens orden og fratrådte stillingen som ceremonimester 1763. Han døde 28. september 1779. Efter det første ægteskabs opløsning ægtede han i København 6. april 1752 Sophie Amalie komtesse von Brockdorff (22. marts 1728 – 13. februar 1785), datter af gehejmeråd Friedrich von Brockdorff til Klethkamp.